# Duliophyle diluta
Duliophyle diluta là một loài bướm đêm trong họ Geometridae.